# Nicolas Coster
Pour les articles homonymes, voir Coster.
Nicolas Coster est un acteur britannique naturalisé américain né le 3 décembre 1933 à Londres et mort en Floride le 26 juin 2023. Son rôle le plus célèbre est celui de Lionel Lockridge dans le soap-opera américain Santa Barbara.

## Biographie
Né à Londres d'une mère américaine et d'un père néo-zélandais, Nicolas Coster fait carrière aux États-Unis, où il joue notamment au théâtre à Broadway (New York). Là, il débute en 1961 dans Becket ou l'Honneur de Dieu de Jean Anouilh (avec Arthur Kennedy et Laurence Olivier).
Suivent huit autres pièces à Broadway jusqu'en 1991, l'avant-dernière étant The Little Foxes de Lillian Hellman (1981, avec Elizabeth Taylor et Maureen Stapleton). S'ajoute la comédie musicale Seesaw, représentée en 1973.
Au cinéma, il contribue à une quarantaine de films américains (ou en coproduction), les trois premiers sortis en 1953 (dont Titanic de Jean Negulesco, avec Barbara Stanwyck et Clifton Webb). La sortie de son dernier film à ce jour est prévue en 2016.
Entretemps, mentionnons Le Chevalier du roi de Rudolph Maté (1954, avc Tony Curtis et Janet Leigh), MacArthur, le général rebelle de Joseph Sargent (1977, avec Gregory Peck dans le rôle-titre), Reds de Warren Beatty (1981, avec le réalisateur et Diane Keaton) et Quand les jumelles s'emmêlent de Jim Abrahams (1988, avec Bette Midler et Lily Tomlin).
Pour la télévision, il participe à cent-une séries entre 1953 et 2015, dont Dallas (trois épisodes, 1978-1980), Santa Barbara (quatre-cent-soixante-neuf épisodes, 1984-1993, dans le rôle récurrent de Lionel Lockridge), ou encore Cold Case : Affaires classées (un épisode, 2006).
S'ajoutent dix-neuf téléfilms de 1966 à 2009, dont Les Reines de la nuit d'Harvey Hart (1986, avec Faye Dunaway et Louis Jourdan).
En 2018, il interprète le rôle de M. Hadley dans le nouveau film publicitaire pour Coca-Cola zero sucres.
Nicolas Coster épouse l'actrice Candace Hilligoss, avec laquelle il a deux filles, Candace et Dinneen. Le couple divorce en 1981.

## Filmographie partielle

### Cinéma
- 1953 : Titanic de Jean Negulesco : un matelot
- 1953 : La Mer des bateaux perdus (Sea of Lost Ships) de Joseph Kane : le cadet Wilson
- 1953 : Les Rats du désert (The Desert Rats) de Robert Wise : un médecin
- 1954 : Les Proscrits du Colorado (The Outcast) de William Witney : Asa Polsen
- 1954 : Le Chevalier du roi (The Black Shield of Falworth) de Rudolph Maté : Humphrey
- 1955 : Pavillon de combat (The Eternal Sea) de John H. Auer : un étudiant
- 1965 : My Blood Runs Cold de William Conrad : Harry Lindsay
- 1971 : The Sporting Club de Larry Peerce : James Quinn
- 1972 : 1776 de Peter H. Hunt : le délégué de la Caroline du Sud
- 1976 : Les Hommes du président (All the President's Men) d'Alan J. Pakula : Markham
- 1977 : MacArthur, le général rebelle (MacArthur) de Joseph Sargent : le colonel Huff
- 1978 : Slow Dancing in the Big City de John G. Avildsen : David Fillmore
- 1978 : The Big Fix de Jeremy Kagan : Spitzler
- 1979 : Le Cavalier électrique (The Electric Horseman) de Sydney Pollack : Fitzgerald
- 1979 : De l'or au bout de la piste (Goldengirl) de Joseph Sargent : Dr Dalton
- 1979 : Airport 80 Concorde (The Concorde: Airport '79) de David Lowell Rich : Dr Stone
- 1980 : Faut s'faire la malle (Stir Crazy) de Sidney Poitier : le directeur Henry Sampson
- 1980 : Le Chasseur (The Hunter) de Buzz Kulik : un joueur de poker
- 1980 : Les Petites Chéries (Little Darlings) de Ronald F. Maxwell : Mr. Whitney
- 1981 : Reds de Warren Beatty : Paul Trullinger
- 1981 : Deux cent mille dollars en cavale (The Pursuit of D.B. Cooper) de Roger Spottiswoode : Avery
- 1988 : Quand les jumelles s'emmêlent (Big Business) de Jim Abrahams : Hunt Shelton
- 1990 : Betsy's Wedding d'Alan Alda : Harry Lovell
- 2008 : Race de Peter Coyote : Jack Gibson

### Télévision

#### Séries télévisées
- 1961 : Les Accusés (The Defenders) de Buzz Kulik : Don Simmons
- 1966 : Brigade criminelle (Felony Squad) de Walter Grauman : Kenny Leyton
- 1977 : Drôles de dames (Charlie's Angels) : le professeur Croydon
- 1978 : La Petite Maison dans la prairie (Little House on the Prairie) de William F. Claxton : Lansford Ingalls
- 1978 : 200 dollars plus les frais (The Rockford Files) : Augie Augustine
- 1978 : Au fil des jours (One Day at a Time) d'Alan Rafkin : August La Rocca
- 1978 : Wonder Woman : Silas Lockhart
- 1978-1980 : Dallas : Joe Morris / Lyle Sloan
- 1979 : L'Incroyable Hulk (The Incredible Hulk: le colonel Drake
- 1979 : Madame Columbo (Mrs. Columbo) : Zev Arno
- 1980 : Buck Rogers (Buck Rogers in the 25th Century) : Allerick
- 1980 : Timide et sans complexe (Tenspeed and Brown Shoe) de Rod Holcomb : John Dalem
- 1980-1981 : The Misadventures of Sheriff Lobo : le chef J.E. Carson
- 1981-1983 : Simon et Simon (Simon & Simon) : Derek Frye / l'avocat de la ville David Stallings
- 1982 : Pour l'amour du risque (Hart to Hart) : Fred Brunis
- 1982 : Quincy (Quincy, M.E.) : Ted Markham
- 1982-1983 : Comment se débarrasser de son patron (9 to 5) : Bill Spangler
- 1982-1988 : Drôle de vie (The Facts of Life) : David Warner
- 1983 : Magnum d'Ivan Dixon : Andrew « Andy » MacKenzie
- 1983 : Le Juge et le Pilote (Hardcastle and McCormick) : Thomas Quinlan
- 1983 : Hooker (T.J. Hooker) de Cliff Bole : Kevin Mundy
- 1983 : K 2000 d'Alan Myerson : Ross Manley
- 1983-1984 : On ne vit qu'une fois (One Life to Live) : Anthony Makana
- 1984-1993 : Santa Barbara : Lionel Lockridge
- 1986 : Alfred Hitchcock présente (Alfred Hitchcock Presents) de Don Medford : Phil
- 1987 : La Loi de Los Angeles (L.A. Law) d'Anson Williams : Brian P. Young
- 1988-1989 : La Force du destin (All My Children) : Steve Andrews
- 1989 : Génération Pub (Thirtysomething) de Peter Horton : Amos Borden
- 1989 : Arabesque (Murder, She Wrote) d'Anthony Pullen Shaw : Dr Craig Zachary
- 1989 : Madame est servie (Who's the Boss?) : Lowell Michaels
- 1989 : Rick Hunter (Hunter) de Fred Dryer : Gleason
- 1989 : Corky, un adolescent pas comme les autres (Life Goes On) : Wes Hofsteader
- 1990 : Star Trek : La Nouvelle Génération (Star Trek: The Next Generation) de Jonathan Frakes : l'amiral Anthony Haftel
- 1990 : Jack Killian, l'homme au micro (Midnight Caller) : Connor McCarthy
- 1991 : MacGyver : « Doc »
- 1991 : Matlock : Chester Gaddis
- 1991 : La loi est la loi (Jake and the Fatman) de Reza Badiyi : Andrew Blaine
- 1991 : Beverly Hills 90210 (Beverly Hills) de Daniel Attias : George Azarian
- 1991-1993 : New York, police judiciaire (Law & Order) : Morgan Stern / Reid Mullen
- 1993 : La Voix du silence (Reasonable Doubts) de James A. Contner : Dr Miller
- 1997 : Les Dessous de Palm Beach (Silk Stalkings) : Liam Ryan
- 1997 : Gun de Robert Altman : Parker Stanley Tyler
- 1998 : Pensacola (Pensacola: Wings of Gold) : Hunter McReady
- 1998 : Docteur Quinn, femme médecin (Dr. Quinn, Medicine Woman) de Jerry London : le juge Blaisdale
- 1998 : Michael Hayes de Michael Pressman : Calloway
- 1998-1999 : Troisième planète après le Soleil (3rd Rock from the Sun) : le chancelier Stevens
- 2001 : Amy (Judging Amy) : M. Oswald
- 2006 : Cold Case : Affaires classées (Cold Case) de Jeannot Szwarc : Brogan Cooper
- 2023 : Lessons in Chemistry de Susannah Grant : Paul Astor

#### Téléfilms
- 1966 : Where's Everett de Gene Nelson : Dr Paul Jellico
- 1977 : The Court Martial of George Armstrong Custer de Glenn Jordan : le général Philip Sheridan
- 1978 : Du feu dans le ciel (A Fire in the Sky) de Jerry Jameson : le gouverneur
- 1978 : Long Journey Back de Mel Damski : Dr Roberts
- 1979 : Mort au combat (Friendly Fire) de David Greene : Carl
- 1979 : Ebony, Ivory and Jade de John Llewellyn Moxey : Linderman
- 1979 : The Solitary Man de John Llewellyn Moxey : Bud Hensen
- 1983 : Le Combat de Candy Lightner (M.A.D.D: Mothers Against Drunk Drivers) de William A. Graham : Maurice Carver
- 1983 : Princesse Daisy (Princess Daisy) de Waris Hussein : Matty Firestone
- 1986 : Les Reines de la nuit (Beverly Hills Madam) d'Harvey Hart : Oncle Edgar
- 1989 : Incident à Dark River (Incident at Dark River) de Michael Pressman : M. Gorman
- 1990 : L'Aube de l'apocalypse (By Dawn's Early Light) de Jack Sholder : le général Renning / « Icare »
- 1996 : Cœurs à la dérive (Hearts Adrift) de Vic Sarin : Harry Winslow
- 2000 : Les Duke à Hollywood (The Dukes of Hazzard: Hazzard in Hollywood!) de Bradford May : Ezra Bushmaster
- 2009 : La Jeune Fille aux fleurs (Flower Girl) de Bradford May : Gavin Green

#### Publicité télévisée
- 2018 : Publicité pour la marque Coca-Cola Zero[2].

## Théâtre à Broadway
(pièces, sauf mention contraire)
- 1961 : Becket ou l'Honneur de Dieu (Becket) de Jean Anouilh, adaptation de Lucienne Hill, mise en scène de Peter Glenville, décors d'Oliver Smith : un soldat / le duc d'Arundel / Henry II (doublure)
- 1961-1962 : Ross de Terence Rattigan : le lieutenant Higgins (remplacement)
- 1967 : The Ninety Day Mistress de J.J. Coyle : Alan
- 1969 : But, Seriously... de Julius J. Epstein, décors d'Oliver Smith : Clinton Evans Keith
- 1970-1971 : Happy Birthday, Wanda June de Kurt Vonnegut : Heerb Shuttle
- 1971-1972 : Emily (1re partie de Twigs) de George Furth, musique de scène de Stephen Sondheim : Frank
- 1973 : Seesaw, comédie musicale, musique de Cy Coleman, lyrics de Dorothy Fields, livret de Michael Bennett, d'après la pièce Deux sur la balançoire (Two for the Seesaw) de William Gibson : Jerry Ryan (remplacement)
- 1977 : Otherwise Engaged de Simon Gray, mise en scène d'Harold Pinter : Jeff
- 1981 : The Little Foxes de Lillian Hellman : Oscar Hubbard (remplacement)
- 1991 : Getting Married de George Bernard Shaw : le général